# Gleditsia
Gleditsia és un gènere d'arbres de la família fabàcia, subfamília Caesalpinioideae, són plantes natives d'Amèrica del Nord i Àsia. El seu nom científic deriva de Johann Gottlieb Gleditsch

## Taxonomia
- Gleditsia amorphoides (Griseb.) Taubert
- Gleditsia aquatica Marshall -
- Gleditsia australis F. B. Forbes & Hemsley
- Gleditsia caspica Desf. -
- Gleditsia delavayi Franchet
- Gleditsia fera (Lour.) Merr.
- Gleditsia ferox Desf.
- Gleditsia japonica Miq. -
- Gleditsia macracantha Desf.
- Gleditsia microphylla Isely
- Gleditsia sinensis Lam. -
- Gleditsia triacanthos L. -
  - Gleditsia triacanthos inermis -

Híbrids
- Gleditsia × texana Sarg. - Texas Honey locust(G. aquatica × G. triacanthos)

## Ús medicinal
G. sinensis és una de les 50 plantes fonamentals de la fitoteràpia xinesa (zào jiá (皂荚).